# Lophocampa meridionalis
Lophocampa meridionalis là một loài bướm đêm thuộc phân họ Arctiinae, họ Erebidae.